# Liuheyicu Xiang
Liuheyicu Xiang (kinesiska: 六合, 六合彝簇乡) är en socken i Kina. Den ligger i provinsen Yunnan, i den sydvästra delen av landet, omkring 280 kilometer nordväst om provinshuvudstaden Kunming.
Genomsnittlig årsnederbörd är 977 millimeter. Den regnigaste månaden är juli, med i genomsnitt 309 mm nederbörd, och den torraste är november, med 2 mm nederbörd.